# José Puig Brutau
José Puig Brutau (Barcelona, 9 de junio de 1909 - 24 de junio de 2003) fue un abogado y jurista español.

## Biografía
Licenciado en Derecho por la Universidad de Barcelona en 1931, año en el que inició la preparación de las oposiciones a Notaría y Registros, a las que se presentó junto con Ramón María Roca-Sastre en los años 40.
En 1962 fue nombrado académico de número de la Acadèmia de Jurisprudència i Legislació de Catalunya y el 6 de febrero de 1981 doctor honoris causa por la Universidad Autónoma de Barcelona, bajo el padrinazgo de Vicente Torralba Soriano, con el discurso Una aproximació a la societat anònima familiar.

## Obra
Puig Brutau tradujo al español obras de la literatura jurídica americana anterior y contemporánea a la Segunda Guerra Mundial, como a Roscoe Pound, que apareció en español en Las grandes tendencias del pensamiento jurídico. Asimismo, tradujo a Llewellyn, que apareció en el libro Belleza y estudio del Derecho. Todo ello le llevó a escribir el estudio La jurisprudencia como fuente del Derecho: interpretación creadora y arbitrio judicial, estudiado entre otros por Ramón Casas Vallès en el estudio introductorio a la edición homenaje de dicho libro.
Participó en la obra Fundamentos de Derecho Civil de Ramón María Roca Sastre, de la que Juan Vallet de Goytisolo afirma: 

"destacan en estos Fundamentos la manera de proyectar la luz de principios y normas legales y jurisprudenciales a la problemática vivida, así como su empleo matizado del derecho comparado y de la jurisprudencia judicial, no como mera noticia, sino con un sentido metodológicamente realista y práctico".

José Juan Pintó Ruiz dijo de él que "aproximó el sistema continental con el método norteamericano y anglosajón, generando una visión sumamente eficiente y práctica del derecho, aprovechando las ventajas de ambos sistemas surgiendo así una espectacular sinergia. Sobresale pues, en su obra perenne y sensata ponderación de la misma realidad social".

### Listado de obras
- Caducidad y prescripción extintiva. Bosch. 1986.
- Compendio de Derecho Civil. Bosch.
- Diccionario de acciones en Derecho Civil español. Bosch. 2005. ISBN 84-9790-011-1.
- Fundamentos de derecho civil. Bosch.
- La historia constitucional angloamericana narrada por un civilista (1997), en Medio siglo de estudios jurídicos, pp. 455-526.
- La interpretación del testamento en la jurisprudencia (1962), en Anales de la Academia Matritense del Notariado, pp. 509-528.
- La jurisprudencia como fuente del derecho. Ariel. 1950.
- Realism in comparative law (1954), en American journal of comparative law, pp. 1-4.